# 巴塞隆拿地鐵10號線
巴塞羅那地鐵10號線是巴塞羅那地鐵的線路之一。該線路是巴塞羅那地鐵9號線的延長支線之一。和9號線及11號線相同的是，該線也將會是一條自動運行的地鐵路線。線路的部分路段已經在2010年4月18日開放。

## 外部連結
- Avui article, part 1[永久]
- Avui article, part 2[永久]

41°26′27″N 2°14′02″E / 41.44083°N 2.23389°E